# Lesione spitzoide

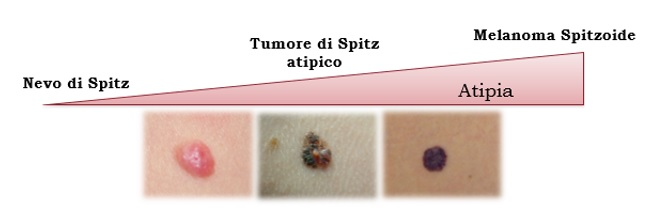
Progressione lesioni spitzoidi

Le lesioni spitzoidi sono un insieme di lesioni cutanee dalle peculiari caratteristiche, distinte in 3 varianti cliniche:
- Nevo di Spitz (lesione benigna);
- Tumore atipico di Spitz (caratteristiche intermedie);
- Melanoma spitzoide (lesione maligna).

## Nevo di Spitz
Lesione melanocitaria benigna acquisita, ad insorgenza repentina e rapida crescita. Interessa giovani adulti e bambini. Le principali caratteristiche sono:
- Simmetria e margini laterali ben circoscritti;
- Cellule epitelioidi e/o fusate;
- Maturazione della componente profonda dermica del nevo;
- Corpi di Kamino (globuli eosinofili);
- Diffusione pagetoide focale.

Si presenta in 3 forme:
- Tipica, caratterizzata da papule o noduli non pigmentati. La lesione caratteristica è a cupola, rosa-rossastra, con bordi netti e regolari e superficie liscia. Alla dermatoscopia si rileva un reticolo invertito (trama reticolare bianca) e un pattern vascolare puntiforme (pigmentazione asimmetrica).
- Variante di Reed con macula pigmentata. La lesione in questo caso è leggermente rilevata, brunastra ed omogenea, con bordi netti ed irregolari. La dermatoscopia permette di rilevare un pattern caratteristico detto "starburst", o "stella che scoppia.
- Forma atipica, con papula o nodulo pigmentato. La lesione è a cupola, brunastra, con bordi irregolari, superficie papillomatosa, verrucosa o liscia.

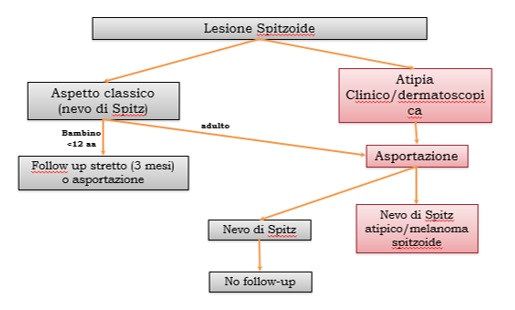
Algoritmo decisionale

## Tumore di Spitz atipico
Si tratta di una proliferazione melanocitaria “spitzoide” a potenzialità maligna incerta, le cui caratteristiche deviano dai criteri istologici classici del nevo di Spitz. Le differenze sono:
- Lesione cupoliforme di dimensioni pari o superiori ai 2 cm (quindi maggiori rispetto a nevo di Spitz), policroma, con bordi irregolari (peculiari rispetto a nevo Spitz), talvolta ulcerata;
- Clinica e dermatoscopia indistinguibili dal melanoma;
- Mortalità minore del 5%.